# Consejo Escolar de Andalucía
El Consejo Escolar de Andalucía (CEA) es el órgano superior de participación democrática en la programación de las enseñanzas de los niveles no universitarios en la comunidad autónoma de Andalucía (España). Fue creado mediante la Ley 4/1984, de Consejos Escolares, una vez asumidas por la comunidad autónoma de Andalucía las competencias en materia de educación, e inició su actividad como órgano de asesoramiento y consulta de la Consejería de Desarrollo Educativo y Formación Profesional  de la Junta de Andalucía, en febrero de 1990.

## Funciones
Las funciones encomendadas al Consejo Escolar de Andalucía se expresan mediante la emisión de dictámenes, informes y propuestas sobre aquellos temas educativos para los que ha de ser consultado preceptivamente:
- La programación anual de la enseñanza.
- Los proyectos de Ley que, en materia de enseñanza, elabore la Consejería de Educación para su remisión por el Consejo de Gobierno al Parlamento.
- Los proyectos de reglamentos generales que hayan de ser aprobados por el Consejo de Gobierno en desarrollo de la legislación general de la enseñanza.
- Los proyectos de convenios o acuerdos en materia educativa que se propongan en aplicación del Estatuto de Autonomía para Andalucía.
- La reforma de los programas y orientaciones didácticas.
- Aquellas cuestiones que, por su trascendencia, le sean sometidas por la Consejería de Educación y las que, por precepto expreso de una ley, hayan de consultarse al Consejo Escolar de Andalucía en Pleno.

Le corresponde, además, la elaboración, aprobación y publicación del Informe anual sobre el estado y situación del sistema educativo en Andalucía y, en colaboración con las Consejerías competentes en materia de igualdad y de educación, la elaboración de un informe sobre la situación de la coeducación y la prevención de al violencia de género en los centros educativos de Andalucía.
Asimismo, el Consejo Escolar de Andalucía está facultado para, a iniciativa propia, elevar informes a la Consejería de Educación sobre diversas materias: Política de personal, orientaciones pedagógicas y didácticas de carácter general, investigación e innovación educativa, régimen de centros escolares, ayudas al estudio y servicios complementarios y cualesquiera otras cuestiones relativas a la calidad de la enseñanza.

## Composición
Está compuesto por 73 Consejeros, distribuidos del siguiente modo:
- 16 representantes del profesorado.
- 8 representantes de las madres o padres del alumnado.
- 6 representantes del alumnado.
- 2 representantes del Consejo de la Juventud de Andalucía.
- 2 representantes del Personal de Administración y Servicios de la Administración educativa.
- 4 representantes de Titulares de Centros privados sostenidos con fondos públicos.
- 3 representantes nombrados a propuesta de las centrales sindicales.
- 2 representantes de las organizaciones patronales.
- 8 representantes de las Diputaciones Provinciales de Andalucía.
- 5 representantes de las Universidades de Andalucía.
- 12 Personalidades de reconocido prestigio en la enseñanza, de la renovación pedagógica, de las instituciones confesionales y laicas de la enseñanza o de la Administración educativa.
- 4 Directores o directoras de centros escolares.
- Un representante del Instituto Andaluz de la Mujer.

## Funcionamiento
El Consejo Escolar de Andalucía funciona en Pleno y en Comisión Permanente, Ponencias de Dictámenes y Estudios y otras Comisiones de Trabajo. Corresponde a la Comisión Permanente la constitución de las Ponencias y Comisiones que estime convenientes para elaborar los dictámenes e informes que se sometan a su deliberación. Corresponde a las Ponencias preparar el despacho de los asuntos en que haya de informar la Comisión Permanente o el Pleno.

## Normativa reguladora
Su funcionamiento viene regulado por la Ley 4/1984, de Consejos Escolares de Andalucía; por el Decreto 332/1988 regulador de los Consejos Escolares de Andalucía, modificado por Decreto 286/2010, de 11 de mayo, así como por la Orden de 14 de febrero de 2011, en la que se aprueba su reglamento de funcionamiento.